# Джейсон Стейтем
Дже́йсон Сте́йтем (часто помилково Стетхем, англ. Jason Michael Statham ([ˈʤeɪsən ˈsteɪθəm])); нар. 26 липня 1967 Лондон, Англія) — англійський актор, найбільше відомий за фільмами режисера Ґая Річі — «Карти, гроші та два стволи, що димлять», «Великий куш» і «Револьвер». Також знімався в головних ролях у декількох голлівудських та європейських блокбастерах «Перевізник», «Адреналін», «Війна», «Смертельні перегони», «Форсаж 8».

## Життєпис

### Ранні роки
Народився 26 липня 1967 року в небагатій лондонській родині. З дитинства захоплювався спортом: футболом (грав за команду школи в 1978—1983), плаванням, веслуванням та стрибками у воду. Саме останнім він займався професійно. Зокрема, брав участь у багатьох змаганнях, але йому так і не вдалося зійти на п'єдестал як переможцю. Попри це, протягом тривалого часу він був членом національної збірної Великої Британії зі стрибків у воду та змагався на Іграх Співдружності (1990). Але заняття спортом не приносило достатку, тому Джейсон паралельно займався вуличною торгівлею підробленими парфумами та краденими прикрасами.
Несподіваним просуванням у його кар'єрі стала пропозиція однієї модельної аґенції, завдяки якій Джейсон з'явився в рекламі відомої марки джинсів. Так розпочалася його кар'єра моделі — він брав участь у різних фотосесіях, знімався в музичних кліпах і рекламних роликах.

### Кар'єра
Кар'єру моделі Стейтем успішно поєднував із роботою на вулиці, де він і надалі збував крадені чи підроблені товари. За деякий час власник фірми, яку рекламував Джейсон, став основним продюсером дебютної картини Ґая Річі «Карти, гроші та два стволи, що димлять» й запропонував режисерові кандидатуру Стейтема на одну з ролей у фільмі. Режисера заінтригувало темне минуле Стейтема та вразила його модельна робота. Він запросив Джейсона на проби, а замість етюду запропонував зобразити вуличного торговця й переконати його купити гарнітур підроблених золотих коштовностей. «Ґаєві був потрібен справжній характер, — розповідав про цей випадок Стейтем. — І це був я, тому що таких речей не вчать у драматичній школі». Джейсонові вдалося продати Ґаю Річі нічого не вартий товар, а коли той спробував повернути його, Стейтем проявив таку непохитність, що Річі негайно взяв його на роль.

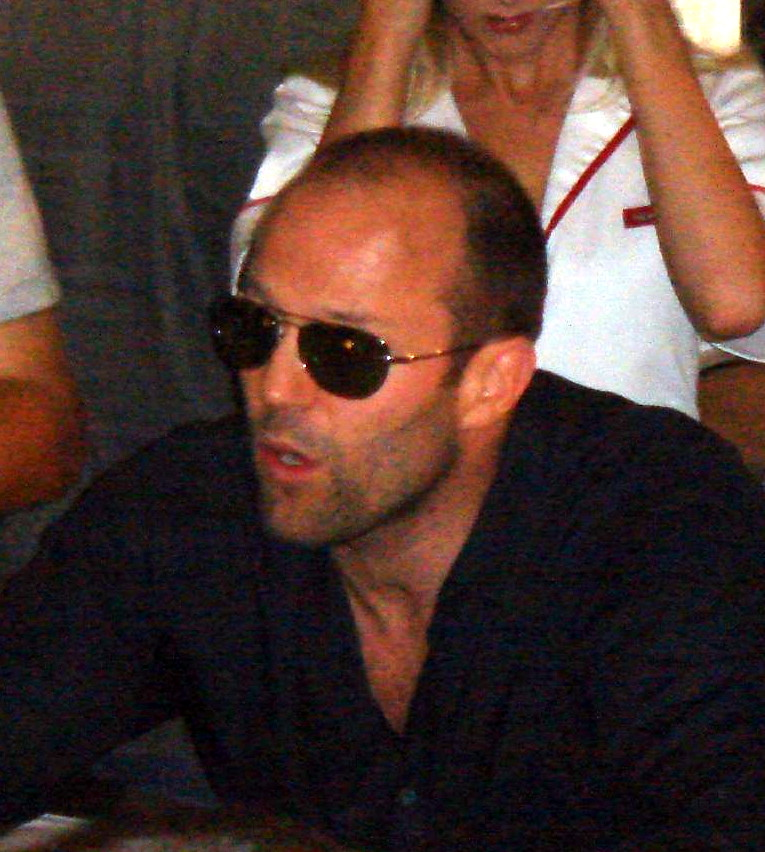
Джейсон Стейтем у 2006 році

У наступній кримінальній комедії Річі «Великий куш» Стейтем зіграв організатора підпільних боксерських боїв. Спочатку його персонаж замислювався як другорядний в ансамблі Бреда Пітта, Раде Шербеджія і Денніса Фаріни, але під час зйомок роль набула більшого значення, і на час виходу фільму до прокату Стейтем посів у сюжеті місце головного оповідача.
У 2000-х Джейсон здійснює прорив. 2000 року він дебютував в американському кіно, виконавши роль англійського торговця наркотиками у фільмі «Зроби голосніше», потім отримав головну роль у науково-фантастичному трилері Джона Карпентера «Привиди Марса» (2001), приєднався до Джета Лі у фантастичній стрічці «Протистояння», і взяв участь у зйомках картини «Пограбування по-італійськи» (2003). Фільмом, який зробив Джейсона зіркою, став «Перевізник». Гонорар актора наблизився до мільйона доларів, а продовження, зняте трьома роками пізніше, принесло ще більші касові збори, аніж оригінал.

### Особисте життя
Близько семи років Джейсон зустрічався з англійською моделлю й акторкою Келлі Брук. Їхні стосунки тривали до 2004, поки вона не познайомилася на зйомках фільму з актором Біллі Зейном. Пізніше Джейсон зустрів співачку Софі Монк, але й із нею незабаром розійшовся. Згодом зустрічався з Алекс Зосман, та розлучився з нею 2010 році.
Від 2010 року має стосунки із британською супермоделлю Роузі Гантінгтон-Вайтлі. Після шести років стосунків, на початку 2016, пара заручилася, а у серпні 2018 оголосила про майбутнє весілля, заплановане на 31 грудня 2018 року. Наприкінці року стало відомо, що весілля відтерміновується на невизначений час. У західних ЗМІ пару називають чоловіком і жінкою. Стейтем і Гантінгтон-Вайтлі мають спільного сина Джека Оскара (нар. 24 червня 2017). 2 лютого 2022 року народилася друга дитина.
Родина:
- Тато — Баррі
- Мама — Ейлін
- Брат (старший) — Лі

Зараз батьки Джейсона живуть на Карибських островах, але вони періодично приїжджають його навідати. Його батько працює співаком у кабаре, а мати допомагає йому з виступами. Брат Джейсона був таким самим вуличним торговцем, як і Джейсон.
Стейтем має чорний пояс з карате.

## Фільмографія

### Фільми
| Рік  |    | Українська назва                         | Оригінальна назва                             | Роль                     |
| ---- | -- | ---------------------------------------- | --------------------------------------------- | ------------------------ |
| 1998 | ф  | Карти, гроші, два стволи                 | Lock Stock and Two Smoking Barrels            | Бекон                    |
| 2000 | ф  | Великий куш                              | Snatch                                        | Турок                    |
| 2000 | ф  | Зроби голосніше                          | Turn It Up                                    | містер Бі                |
| 2001 | ф  | Привиди Марса                            | Ghosts of Mars                                | сержант Джеріко Батлер   |
| 2001 | ф  | Протистояння                             | The One                                       | Еван Фунш                |
| 2001 | ф  | Костолом                                 | Mean Machine                                  | Монах                    |
| 2002 | ф  | Перевізник                               | Transporter                                   | Френк Мартін             |
| 2003 | ф  | Пограбування по-італійськи               | The Italian Job                               | Красунчик Роб            |
| 2004 | ф  | Співучасник                              | Collateral                                    | чоловік в аеропорту      |
| 2004 | ф  | Стільниковий                             | Cellular                                      | Ітан                     |
| 2005 | ф  | Перевізник 2                             | Transporter 2                                 | Френк Мартін             |
| 2005 | ф  | Револьвер                                | Revolver                                      | Джейк Грін               |
| 2005 | ф  | Лондон                                   | London                                        | Бейтмен                  |
| 2005 | ф  | Хаос                                     | Chaos                                         | детектив Квентін Коннерс |
| 2006 | ф  | Рожева пантера                           | The Pink Panther                              | Ів Глюан                 |
| 2006 | ф  | Адреналін                                | Crank                                         | Чев Челіос               |
| 2007 | ф  | В ім'я короля: Історія облоги підземелля | In the Name of the King: A Dungeon Siege Tale | Камден Конрейд / Фермер  |
| 2007 | ф  | Війна                                    | War                                           | Джон Кроуфорд            |
| 2008 | ф  | Пограбування на Бейкер-стріт             | The Bank Job                                  | Террі Лезер              |
| 2008 | ф  | Смертельні перегони                      | Death Race                                    | Дженсен Еймс             |
| 2008 | ф  | Перевізник 3                             | Transporter 3                                 | Френк Мартін             |
| 2009 | ф  | Адреналін 2: Висока напруга              | Crank: High Voltage                           | Чев Челіос               |
| 2010 | ф  | 13                                       | 13                                            | Джаспер                  |
| 2010 | ф  | Нестримні                                | The Expendables                               | Лі Крістмас              |
| 2011 | ф  | Механік                                  | The Mechanic                                  | Артур Бішоп              |
| 2011 | мф | Гномео та Джульєта                       | Gnomeo & Juliet                               | Тібальд (озвучення)      |
| 2011 | ф  | Без компромісів                          | Blitz                                         | Том Брант                |
| 2011 | ф  | Професіонал                              | Killer Elite                                  | Денні Брайс              |
| 2012 | ф  | Захисник                                 | Safe                                          | Люк Райт                 |
| 2012 | ф  | Нестримні 2                              | The Expendables 2                             | Лі Крістмас              |
| 2013 | ф  | Паркер                                   | Parker                                        | Паркер                   |
| 2013 | ф  | Форсаж 6                                 | Fast & Furious 6                              | Декард Шоу               |
| 2013 | ф  | Ефект колібрі                            | Hummingbird                                   | Джозеф Сміт / Джої Джонс |
| 2013 | ф  | Останній рубіж                           | Homefront                                     | Філ Брокер               |
| 2014 | ф  | Нестримні 3                              | The Expendables 3                             | Лі Крістмас              |
| 2015 | ф  | Шалена карта                             | Wild Card                                     | Шалений Нік              |
| 2015 | ф  | Шпигунка                                 | Spy                                           | Рік Форд                 |
| 2015 | ф  | Форсаж 7                                 | Fast & Furious 7                              | Декард Шоу               |
| 2016 | ф  | Механік: Воскресіння                     | Mechanic: Resurrection                        | Артур Бішоп              |
| 2017 | ф  | Форсаж 8                                 | The Fate of the Furious                       | Декард Шоу               |
| 2018 | ф  | Мег                                      | The Meg                                       | Джонас Тейлор            |
| 2019 | ф  | Форсаж: Гоббс та Шоу                     | Fast & Furious: Hobbs & Shaw                  | Декард Шоу               |
| 2021 | ф  | Гнів людський                            | Wrath of Man                                  | Ейч                      |
| 2021 | ф  | Форсаж 9                                 | F9                                            | Декард Шоу               |
| 2023 | ф  | Операція «Фортуна»: Мистецтво перемагати | Operation Fortune: Ruse de Guerre             | Орсон Форчун             |
| 2023 | ф  | Форсаж 10                                | Fast X                                        | Декард Шоу               |
| 2023 | ф  | Мег 2: Западина                          | The Meg 2: The Trench                         | Джонас Тейлор            |
| 2023 | ф  | Нестримні 4                              | The Expendables 4                             | Лі Крістмас              |
| 2024 | ф  | Бджоляр                                  | The Beekeeper                                 | Містер Клей              |
| 2025 | ф  | Профі                                    | A Working Man                                 | Левон Кейд               |
| 2026 | ф  | Заколот                                  | Mutiny                                        | Коул Рід                 |
| 2026 | ф  | Форсаж 11                                | Fast X: Part 2                                | Декард Шоу               |
|      | ф  | Бджоляр 2                                | The Beekeeper 2                               | Містер Клей              |

### Відеоігри
| Рік  |    | Українська назва | Оригінальна назва | Роль           |
| ---- | -- | ---------------- | ----------------- | -------------- |
| 2002 | вг | Red Faction II   | Red Faction II    | Мандріл Шрайк  |
| 2003 | вг | Call of Duty     | Call of Duty      | сержант Вотерс |

### Музичні та рекламні відео
| Рік  | Назва                                              | Виконавець                          | Роль                 | Примітки                                                               |
| ---- | -------------------------------------------------- | ----------------------------------- | -------------------- | ---------------------------------------------------------------------- |
| 2024 | Джейсон Стейтем очолює Новорічний наступ 2025      |                                     | Джейсон Стейтем      | Зірковий гість і представник Новорічного наступу 2025 у World of Tanks |
| 2017 | Wix.com Big Game Ad with Jason Statham & Gal Gadot |                                     | Джейсон Стейтем      | реклама Wix.com (разом із Галь Гадот)                                  |
| 2002 | Muzik                                              | Knoc-Turn'Al Feat. Samuel Christian | Джейсон Стейтем      |                                                                        |
| 1997 | To the Sea                                         | Yello                               | Пловець              |                                                                        |
| 1994 | Run to the Sun                                     | Erasure                             | Сріблястий танцівник |                                                                        |
| 1993 | Comin' On                                          | The Shamen                          | Танцівник            |                                                                        |